# Três de Maio (ort)
Três de Maio är en ort i Brasilien.   Den ligger i kommunen Três de Maio och delstaten Rio Grande do Sul, i den södra delen av landet, 1 500 km sydväst om huvudstaden Brasília. Três de Maio ligger 351 meter över havet och antalet invånare är 18 278.
Terrängen runt Três de Maio är huvudsakligen platt. Três de Maio ligger uppe på en höjd. Três de Maio är det största samhället i trakten.
Trakten runt Três de Maio består till största delen av jordbruksmark. Runt Três de Maio är det ganska glesbefolkat, med 38 invånare per kvadratkilometer.